# Bradysia neocampestris
Bradysia neocampestris är en tvåvingeart som beskrevs av Hans-Georg Rudzinski 1993. Bradysia neocampestris ingår i släktet Bradysia och familjen sorgmyggor.
Artens utbredningsområde är Tyskland. Inga underarter finns listade i Catalogue of Life.